# División de Honor de Futsal

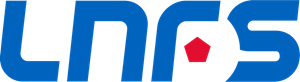
Logo.

De Liga Nácional de Futbol Sala (ook wel de División de Honor de Futsal) is de belangrijkste professionele futsalcompetitie van Spanje. Het is opgericht in 1989 met de naam División de Honor de Futsal. De Liga Nacional de Futbol Sala wordt gespeeld onder de UEFA-regels en bestaat momenteel uit 16 teams. De competitie moet niet verward worden met de División de Honor, de hoogste Spaanse jeugdcompetitie voor veldvoetbal.
De Liga Nacional de Futsal bestaat eigenlijk uit de:
- División de Honor de Futsal (eredivisie) (hier behandeld)
- División de Plata de Futsal (eerste divisie)

## Opzet van de Eredivisie
De División de Honor kent dertig speelrondes waarbij elk team twee keer tegen een andere club speelt, één keer thuis en één keer uit. Net als veel andere voetbalcompetities is er halverwege het seizoen een winterstop. Voor een overwinning krijgt een club drie punten, voor een gelijkspel één en voor een nederlaag nul. Aan het eind van de competitie is de winnaar:
- Het team dat de meeste punten heeft
- Staan er twee gelijk wint degene met de beste resultaat
- Als het dan nog gelijk is telt het doelsaldo

## Kampioenen per jaar
| Jaar | Kampioen                 |
| ---- | ------------------------ |
| 1990 | Boomerang Interviú FS    |
| 1991 | Boomerang Interviú FS    |
| 1992 | CLM Talavera             |
| 1993 | Pennzoil Marsanz         |
| 1994 | Maspalomas Sol de Europa |
| 1995 | Pinturas Lepanto         |
| 1996 | Boomerang Interviú FS    |
| 1997 | CLM Talavera             |
| 1998 | Elpozo Murcia            |
| 1999 | Caja Segovia FS          |
| 2000 | Playas de Castellón FS   |
| 2001 | Playas de Castellón FS   |
| 2002 | Boomerang Interviú FS    |
| 2003 | Boomerang Interviú FS    |
| 2004 | Boomerang Interviú FS    |
| 2005 | Boomerang Interviú FS    |
| 2006 | ElPozo Murcia            |